# Зеленцов, Сергей Матвеевич
Сергей Матвеевич Зеленцов (6 (18) октября 1889, Миньярский завод — 5 июля 1932, Москва) — российский организатор производства.

## Биография
Родился 6 (18) октября 1889 года в поселке Миньярского завода Симской волости Уфимского уезда Уфимской губернии (ныне - Ашинский район Челябинской области) в семье столяра.
Окончил церковно-приходскую школу. С 12 лет поступил рассыльным одного из цехов Миньярского завода, затем работал учеником слесаря и машинистом электростанции.
С 1907 года член РСДРП. Одновременно с этим вступил в боевую дружину, где выполнял ряд поручений партийных организаций, неся партобязанности. Участвовал в ряде экономических забастовок Миньярского завода, за что был выслан за пределы Уфимской губернии, куда вернулся после Февральской революции 1917 года.
Во время Февральской революции 1917 года на Лысьвенском заводе разоружал полицию и был членом совета рабочих депутатов. Во время Октябрьской революции 1917 года принимал активное участие в установлении Советской власти в Уфе.
С ноября 1917 года по июнь 1918 года в национализированном Симском округе был комиссаром Миньярского завода и при выступлении атамана Дутова ездил добровольцем на фронт под Оренбург и по возвращении был опять комиссаром до чехословацкого выступления.
После падения советской власти на Южном Урале, Реввоенсоветом республики был назначен комиссаром авточасти 3-й армии в Екатеринбурге, был на данном посту до января 1919 года. Также был ревизором отдела снабжения 5-й армии.
С 1919 по 1922 год — член правления и председатель правления Южно-Уральского горного треста.
С 1922 по 1924 год — член и председатель Уральского горнозаводского синдиката.
В 1924—1925 годах — председатель Надеждинского металлургического комбината.
В 1925—1926 гг. — управляющий Техпроектконторой (Гипромез).
С февраля 1929 года — первый начальник Магнитостроя — строительства Магнитогорского металлургического комбината.
В 1929 г. ушёл с должности по болезни — началась атрофия правого глаза, вследствие чего практически потерял зрение.
Последние годы продолжал работу в органах ОблКК-РКИ.
Скончался 5 июля 1932 года в Москве.

## Память о С. Зеленцове
- Улица Зеленцова — улица в Магнитогорске.
- Посёлок Зеленцовский — микрорайон в Серове (ранее — Надеждинск).